# Eduard Riabov
Edouard Alexandrovitch Riabov (en russe : Эдуард Александрович Рябов), né le 16 janvier 1972, est un biathlète russe. Durant sa carrière, il a obtenu un podium individuel en Coupe du monde en 1995 en terminant troisième de l'individuel d'Oberhof. Il se retire en 2004.

## Palmarès

### Championnats du monde
Il obtient ses meilleurs résultats en 1995 à Antholz en terminant huitième de l'individuel et du relais. Il a aussi participé aux Mondiaux 2003.

### Coupe du monde
- Meilleur classement général : 6e en 1995.
- 1 podium individuel : 1 troisième place.
- 1 podium en relais : 1 troisième place.